# Wilfrid Kent Hughes
Pour les articles homonymes, voir Hughes.
Wilfrid Kent Hughes, né le 12 juin 1895 à East Melbourne et mort le 31 juillet 1970 à Kew, est un athlète et homme politique australien.

## Biographie
Il est éliminé en séries des 110 et 400 mètres haies aux Jeux olympiques d'été de 1920 à Anvers. Il est président du comité d'organisation des Jeux olympiques d'été de 1956 à Melbourne.
Membre du Parti libéral d'Australie, il est vice-Premier ministre du Victoria de 1948 à 1949, député à la Chambre des représentants d'Australie de 1949 à 1970 et Ministre de l'Intérieur de l'Australie de 1951 à 1956.